# Haris Medunjanin
Haris Medunjanin (* 8. März 1985 in Sarajevo) ist ein bosnisch-niederländischer Fußballspieler. Der Mittelfeldspieler war im Zeitraum von 2009 bis 2018 für die bosnisch-herzegowinische Nationalmannschaft aktiv.

## Karriere

### Verein
Medunjanin zog im Alter von sieben Jahren mit seinen Eltern in die Niederlande und durchlief die Jugendabteilung des AZ Alkmaar, ehe er in der Saison 2004/05 sein Profidebüt geben sollte. Insgesamt absolvierte er in dieser Spielzeit drei Spiele. In der Folgesaison kam er zu zehn Einsätzen und konnte drei Treffer für die Rot-Weißen erzielen. Allerdings entschieden die AZ-Verantwortlichen im Sommer 2006 ihn für ein Jahr zum Ligakonkurrenten Sparta Rotterdam auszuleihen, wo er Spielpraxis bekommen sollte. In Rotterdam erhielt Medunjanin die Rückennummer zehn und entwickelte sich zum Stammspieler und Leistungsträger. Er erzielte sieben Treffer in 32 Partien und trug somit zum Klassenerhalt bei. Zur Saison 2007/08 kehrte er wieder zum AZ zurück, war aber nur Ergänzungsspieler und spielte nur einmal 90 Minuten und erzielte einen Treffer. Für andere Spiele wurde er von Trainer Louis van Gaal nicht berücksichtigt.
Zur Folgesaison wechselte Medunjanin nach Spanien zu Real Valladolid. Zwar konnte er dort bislang oftmals als Joker glänzen, doch schaffte er nicht den Durchbruch in der Stammformation, was auch an seinem Verhalten abseits des Platzes lag. Immer wieder wurden ihm selbst vor wichtigen Spielen nächtliche Exzesse in Diskos nachgesagt, des Weiteren beleidigte er einen Fan, der ihm Fotos von ebendiesen Nächten zeigte, als "Hurensohn". Am 4. April 2010 kam es beim Heimspiel gegen Villarreal zum Eklat. So wurde Medunjanin von den eigenen Fans bei jeder Ballberührung ausgepfiffen, wodurch er sich zu unsittlichen Gesten gegenüber dem Publikum hinreißen ließ. Tags darauf entschuldigte er sich über einen lokalen Radiosender bei den Fans und beteuerte unter Tränen, dass es ihm als Muslim nicht erlaubt sei, Alkohol zu trinken, und er sich vor Spielen niemals auf Partytour befunden habe. Er habe momentan Angst, das Haus zu verlassen, und prüfe rechtliche Schritte gegen die spanische Medienlandschaft, die ihn dieser Hetzkampagne ausgesetzt habe.
Im Juni 2010 wechselte er, nachdem Real Valladolid abgestiegen war, zu dem israelischen Erstligisten Maccabi Tel Aviv. In der Saison zuvor erzielte er fünf Tore für seinen Verein, aber immer als Einwechselspieler. Sein Debüt für Tel Aviv gab er am 15. Juli 2010 in der Qualifikation für die UEFA Europa League gegen den FK Mogren. Er erzielte in diesem Spiel auch sein erstes Tor für seinen neuen Verein.
In der letzten Woche der Sommertransferperiode 2012 wechselte er in die türkische Süper Lig zu Gaziantepspor.
Im Sommer 2014 wechselte er in die Primera División zum Aufsteiger Deportivo La Coruña.
Im Januar 2016 kehrte Medunjanin zu Maccabi Tel Aviv zurück, für die er bis Anfang 2017 34 Pflichtspiele absolvierte und zwei Tore erzielte. Anfang 2017 wechselte er in die Major League Soccer zu Philadelphia Union, wo er bis Ende 2019 als Stammspieler eingesetzt wurde. In der Saison 2019 bestritt er als einziger Feldspieler der Liga jede Minute aller regulären Saisonspiele.
Im November 2019 verpflichtete ihn FC Cincinnati. Für den Klub bestritt er bis August 2022 69 Ligaspiele und erzielte vier Tore. Zur Saison 2022/23 wechselte Medunjanin nach sechs Jahren in den USA zum niederländischen Zweitligisten PEC Zwolle (24 Spiele, sechs Tore). Im Sommer 2023 schloss er sich dem spanischen Drittligisten CD Castellón an, wo er in 31 Spielen neun Tore erzielte.
Im Mai 2024 beendete Medunjanin seine aktive Laufbahn und wurde Co-Trainer bei CD Castellón. Zur Saison 2025/26 übernahm er die Position des Co-Trainers bei NEC Nijmegen. Sein Vertrag läuft bis 2028.

### Nationalmannschaft
2006 gehörte Medunjanin zum Kader der U-21 Nationalmannschaft der Niederlande, welche bei der U-21-Fußball-Europameisterschaft den Titel erspielen konnte. Im Jahr darauf wurde er vom Nationaltrainer Foppe de Haan für die U-21-Fußball-Europameisterschaft 2007 nominiert, wo die Elftal ihren Titel verteidigen konnte. Insgesamt kam er zu sieben Einsätzen ohne Torerfolg.
Im Oktober 2009 wurde er von Miroslav Blazevic für die beiden Play-off-Spiele der bosnischen Nationalmannschaft gegen Portugal nominiert. Im Rückspiel am 18. November 2009 in Zenica, absolvierte er sein erstes Länderspiel.
Sein erstes Länderspiel Tor erzielte er am 17. November 2010 im Freundschaftsspiel gegen Slowakei in Bratislava beim 3:2-Sieg für Bosnien und Herzegowina.
Medunjanin stand im Aufgebot von Bosnien-Herzegowina bei der Fußball-Weltmeisterschaft 2014.